# Leszczyńscy herbu Wieniawa
Leszczyńscy herbu Wieniawa – polski ród magnacki wywodzący się z południowej Wielkopolski. Nazwisko rodziny pochodzi od osady Leszczno (późniejsze miasto Leszno). Na przełomie XVI i XVII wieku należeli do najznaczniejszych zwolenników reformacji w Koronie, potem jednak wrócili do katolicyzmu. Najbardziej znanym przedstawicielem rodu byli król Polski, wielki książę litewski, książę Lotaryngii i Baru Stanisław Leszczyński oraz jego młodsza córka, Maria, królowa Francji jako żona Ludwika XV.
Posiadłości: początkowo głównie w Wielkopolsce, z której wywodził się ród, potem także w Małopolsce, na Mazowszu, na Rusi i na Litwie, m.in.: Leszno, Gołuchów, Gołuchowo, Rydzyna, Zębców, Wieniawa, Baranowo, Baranów Sandomierski, Milanów, Leszno (jurydyka), Radzymin, Korzec, Krasnobród, Włodawa, Pobiedno, Rawa Mazowiecka, Chrusty, Biała Rawska, Stuposiany, Zboiska, Podhajce.
O dziejach rodziny Leszczyńskich opowiada powieść Hanny Malewskiej Panowie Leszczyńscy.

## Znani przedstawiciele
- Rafał Leszczyński (?–1441) – podkomorzy kaliski, starosta generalny Wielkopolski, protoplasta rodu Leszczyńskich,

- Rafał Leszczyński (ok. 1526–1592) – wojewoda brzeskokujawski i kasztelan śremski (kalwinista),
  - Andrzej Leszczyński (wojewoda brzeskokujawski) – wojewoda brzeskokujawski (kalwinista),
    - Rafał Leszczyński (1579–1636) – wojewoda bełski („papież kalwinów” w Polsce),
      - Andrzej Leszczyński (wojewoda dorpacki) (zm. 1651) – wojewoda dorpacki (kalwinista),
        - Samuel Leszczyński (1637–1676) – poeta (kalwinista potem katolik),

      - Bogusław Leszczyński (ok. 1612–1659) – podskarbi i podkanclerzy koronny (kalwinista, potem katolik),
        - Rafał Leszczyński (1650–1703) – starosta wschowski, podstoli koronny, starosta generalny Wielkopolski, podskarbi wielki koronny,
          - Stanisław Leszczyński (1677–1766) – król Polski, książę Lotaryngii i Baru, ostatni męski przedstawiciel rodziny,
            - Maria Leszczyńska – królewna, żona Ludwika XV, króla Francji i Nawarry ostatnia z rodu,

    - Jan Leszczyński (1603–1678) – kanclerz wielki koronny od 1666 (katolik),
    - Przecław Leszczyński (1605–1670) – wojewoda dorpacki (katolik),
    - Wacław Leszczyński (1605–1666) – biskup warmiński, prymas Polski,

  - Wacław Leszczyński (1576–1628) – wojewoda kaliski, kanclerz wielki koronny (kalwinista, potem katolik),
    - Andrzej Leszczyński (1608–1658) – prymas Polski i Litwy, kanclerz wielki koronny,
    - Jan Leszczyński (zm. 1657) – biskup kijowski.

## Pałace

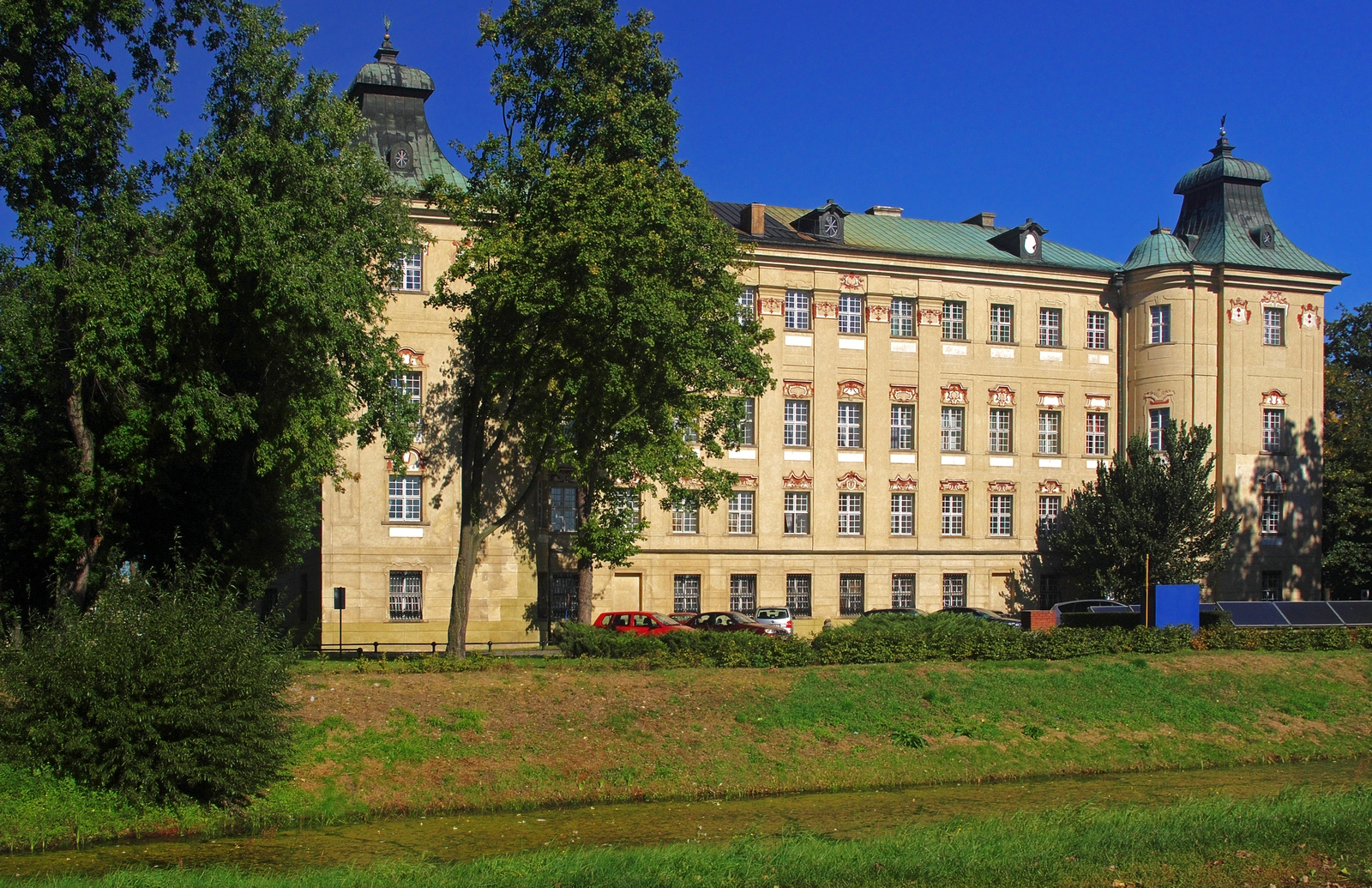
Zamek w Rydzynie – główna siedziba rodu
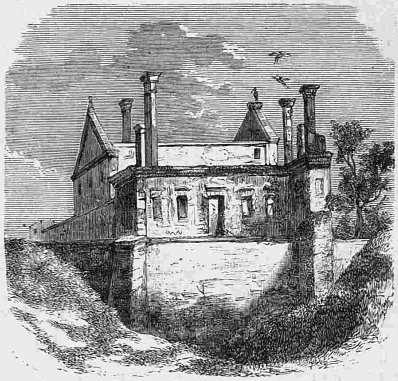
Ruiny zamku w Czartorysku
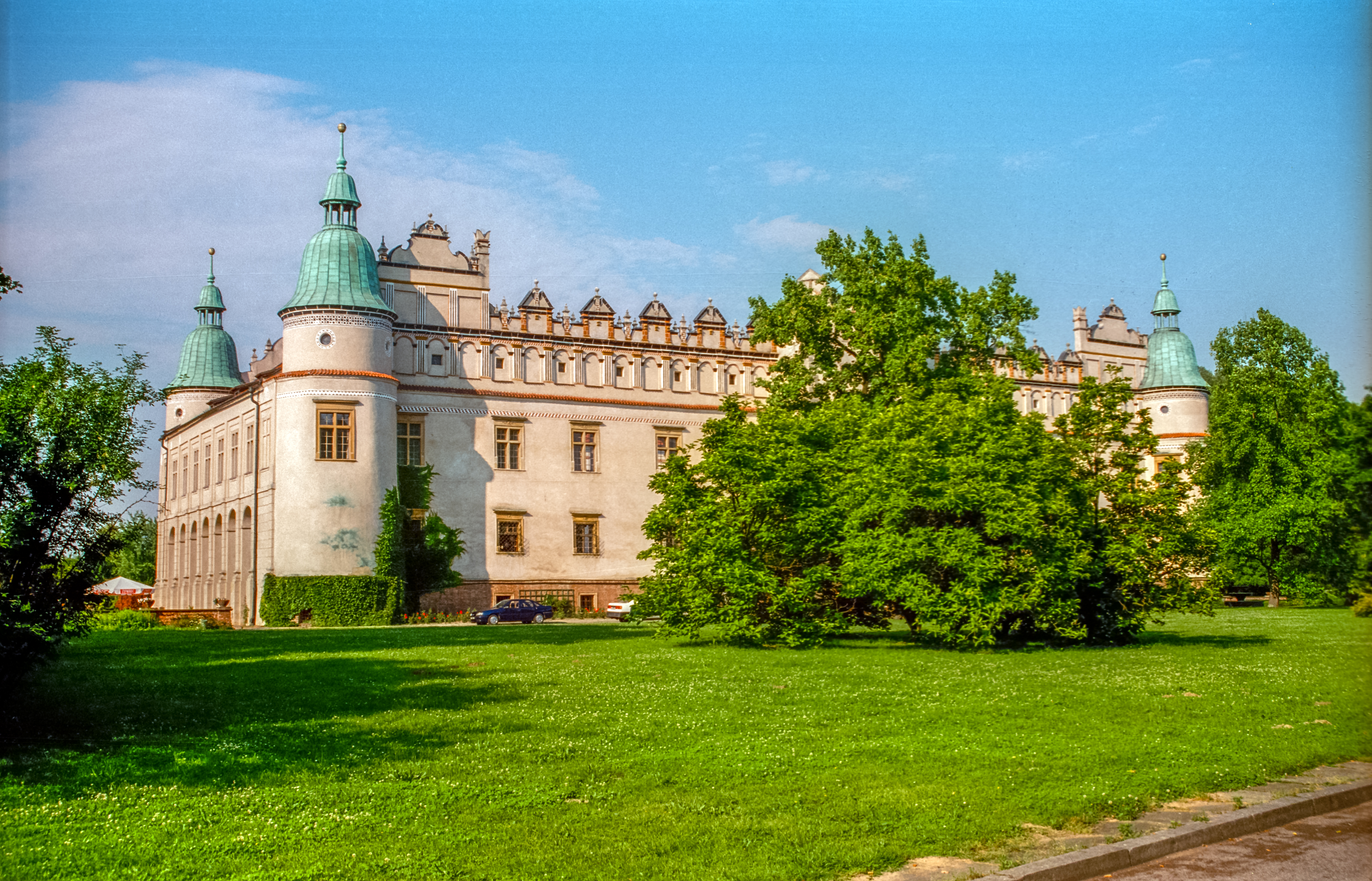
Zamek w Baranowie Sandomierskim
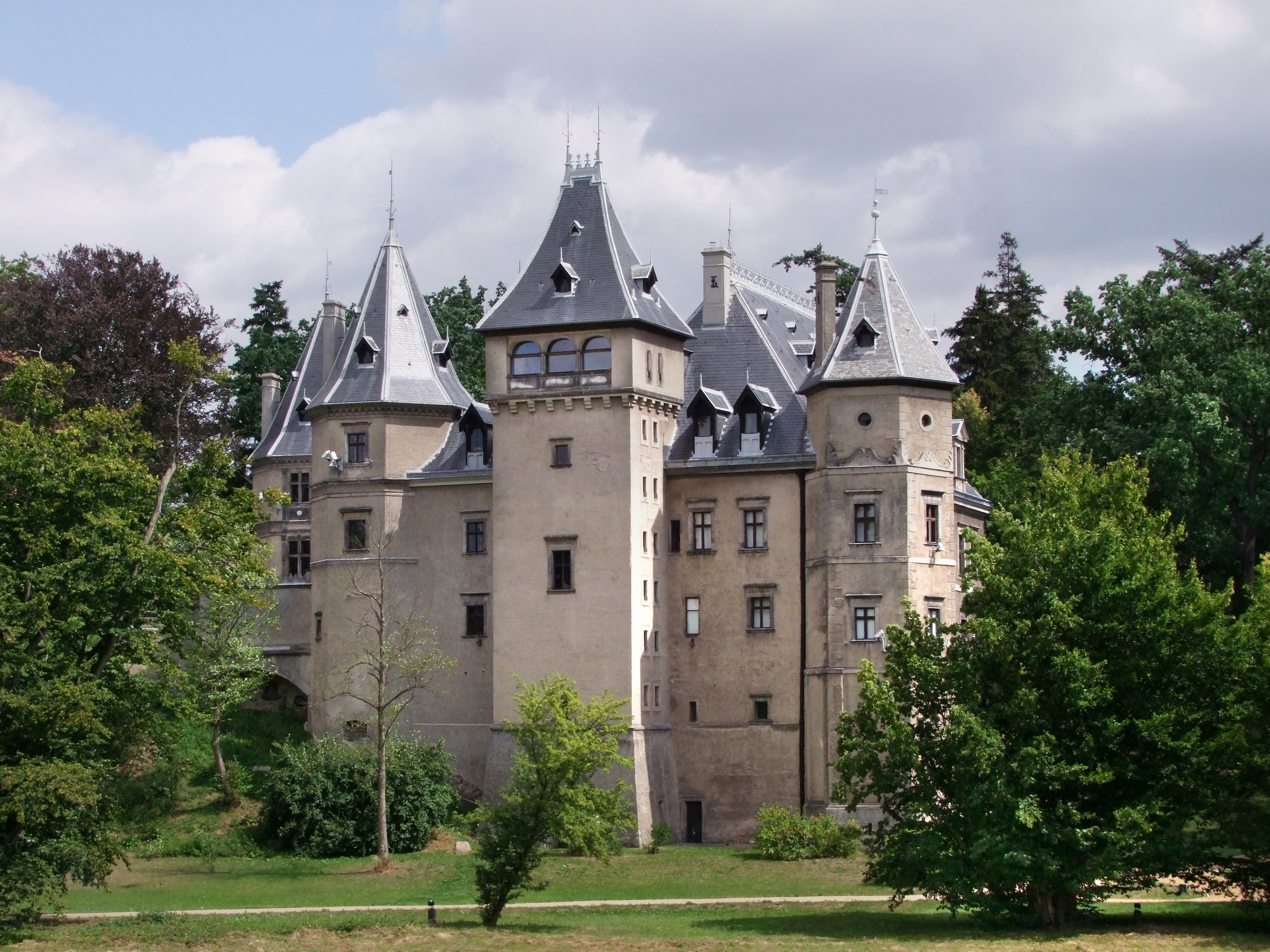
Zamek w Gołuchowie
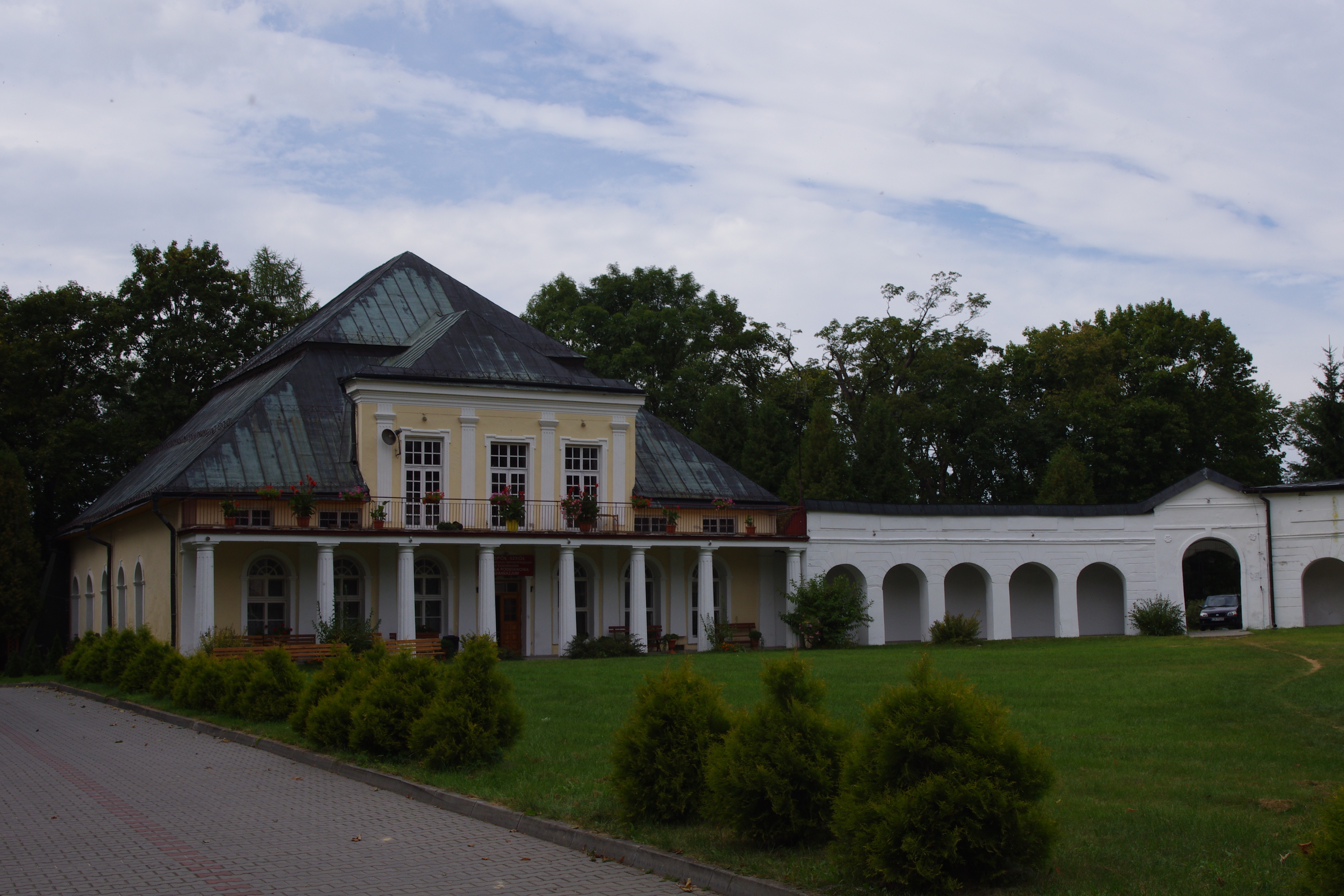
Pałac w Krasnobrodzie
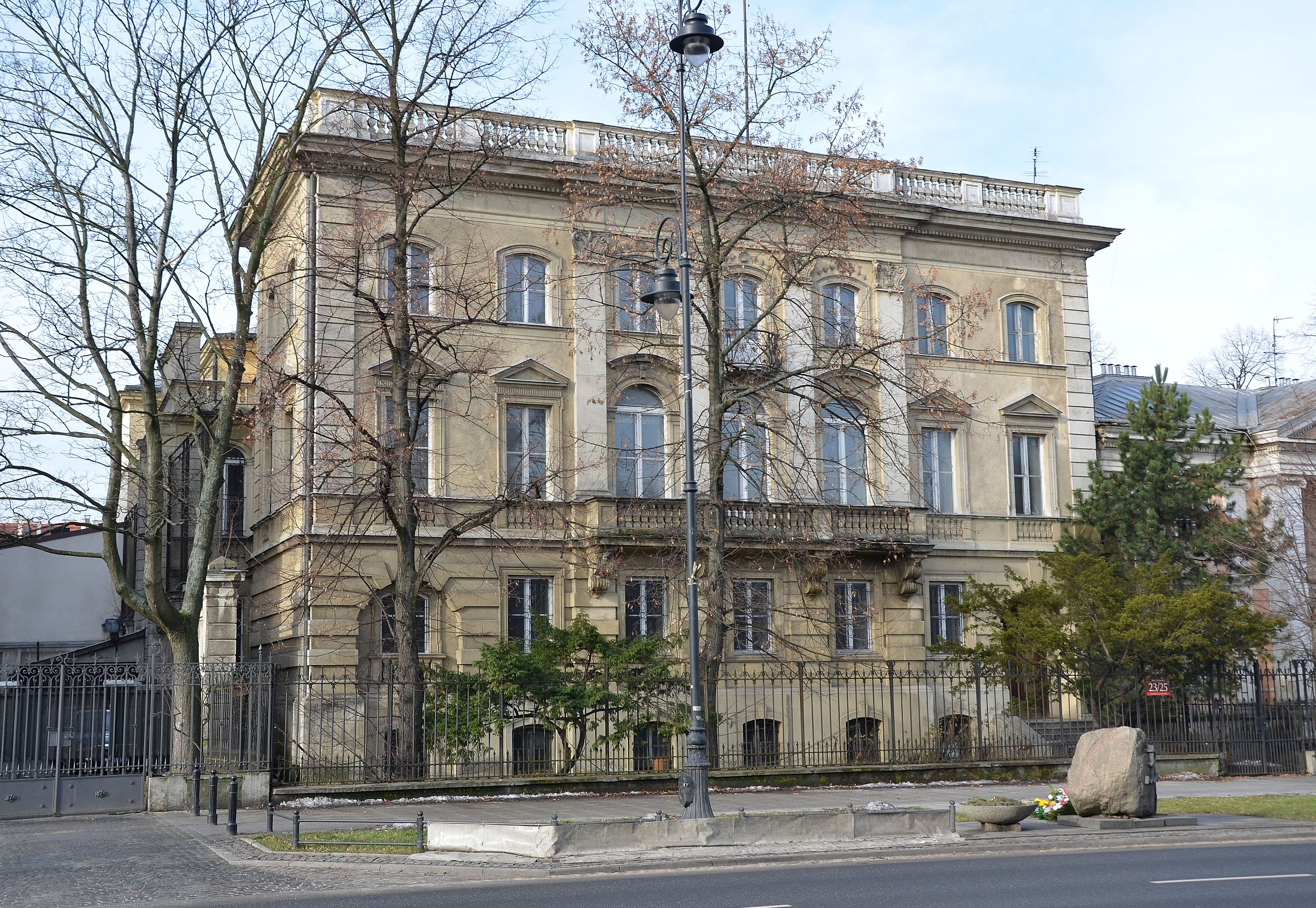
Pałacyk Leszczyńskich w Warszawie
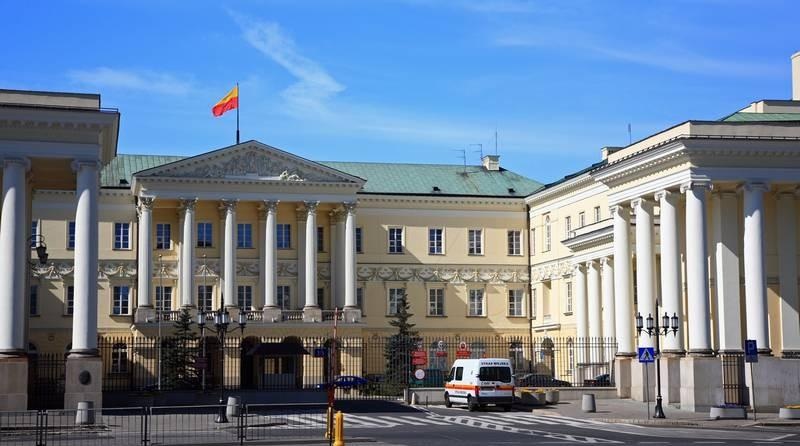
Pałac Komisji Rządowej Przychodów i Skarbu w Warszawie, wzniesiony w miejscu dawnej siedziby Leszczyńskich w jurydyce Leszno
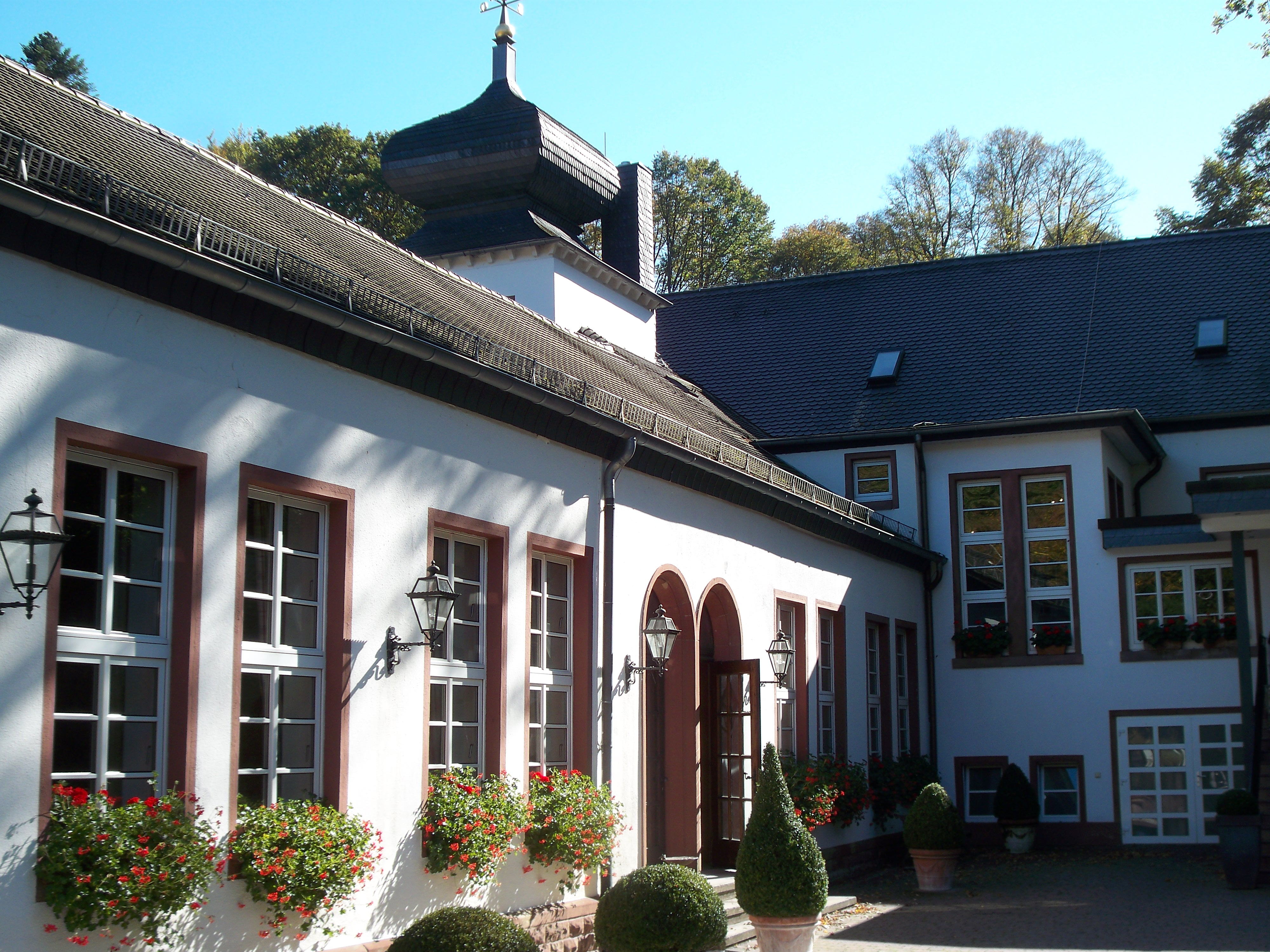
Tschifflik – Bażantarnia w Zweibrucken
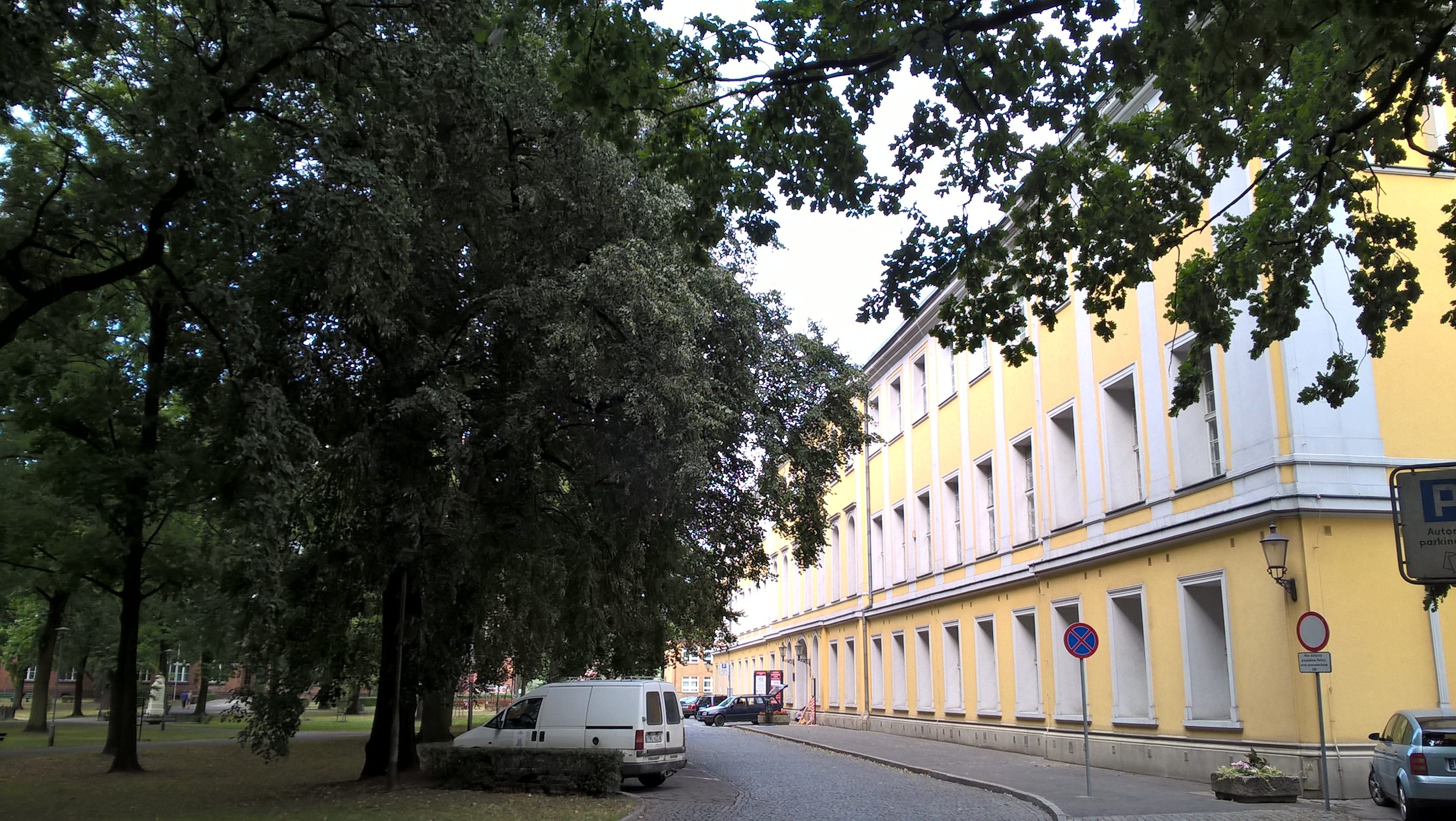
Pałac w Lesznie